# Акарнанске планине
Акарнанске планине (грч. Ακαρνανικά όρη) протежу се дуж Јонског мора од Вонице на северу — до Астакоса на југу и имају укупну дужину од скоро 40 km. Природни продужетак такозваних албанских планина са севера.
Планине Акарнаније су кречњаке и неплодне, осим у најсевернијим деловима. Зими падају снег у највишим деловима Акаранских планина и то најкасније од новембра до априла. 
Планине су због испаше биле познате као Маловлахија у средњем веку. Ушли су у царство Стефана Душана. Постоји значајна словенска топонимија — Стратос, Балтос, Балкарија (jезеро).

## Види jош
- Промјена топонима у Грчкој